# Anne de Pérusse Escars de Givry
Anne de Pérusse Escars de Givry OSB (ur. 29 marca 1546 w Paryżu, zm. 19 kwietnia 1612 w Vic-sur-Seille) – francuski kardynał.

## Życiorys
Urodził się 29 marca 1546 roku w Paryżu, jako syn Jacques’a de Pérusse i Françoise de Longwy. Po studiach odbytych w Paryżu, wstąpił do zakonu benedyktynów. Przyjął święcenia kapłańskie i zaangażował się w działalność Ligi Katolickiej. 1 października 1584 roku został wybrany biskupem Lisieux, a 1 maja następnego roku przyjął sakrę. 5 czerwca 1596 roku został kreowany kardynałem prezbiterem i otrzymał kościół tytularny Santa Susanna. Promocja kardynalska członka Ligi, nie przypadła do gustu Henrykowi IV, jednak wyrażał on poparcie dla purpurata. Około 1599 roku zrezygnował z zarządzania diecezją, a cztery lata później został biskupem koadiutorem Langres. W 1608 roku objął diecezję Metz. Zmarł 19 kwietnia 1612 roku w Vic-sur-Seille.